# Villa romana de Los Cantos
La villa romana de Los Cantos es una villa romana situada en el municipio español de Bullas, en la comunidad autónoma de la Región de Murcia. Fechada entre los siglos I y IV d. C., toma su nombre de la finca en la que se encuentra. El yacimiento fue declarado Bien de Interés Cultural el 20 de marzo de 2015.

## Intervenciones arqueológicas

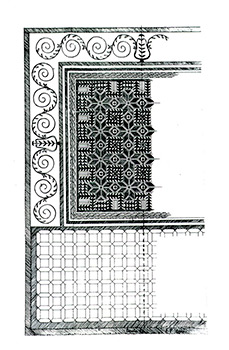
Mosaico hallado en Los Cantos

Las primeras referencias a la existencia de restos arqueológicos en este sector datan del año 1867, cuando en la finca llamada Los Cantos, Bernardino García, vicario de Caravaca, halló un mosaico geométrico en blanco y negro, del que se hicieron dos dibujos en papel; uno fue entregado a la Academia de la Historia, el otro, conservado en la población de Bullas, fue visto por González Simancas quien publicó una descripción del mismo en su Catálogo Monumental. Según esta descripción, “era de labor geométrica de gusto decadente, alternando fajas contrapuestas de triángulos isósceles con cruces griegas y pequeños rombos que encerraban cuadrados, todo labrado con piedrecitas blancas y negras de mármol ordinario”.

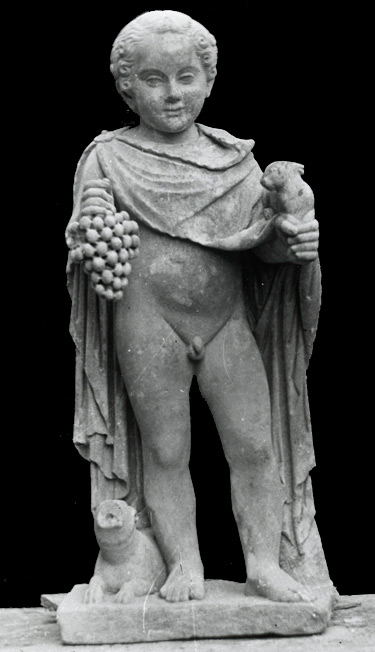
Escultura del Niño de las Uvas

En el Gabinete de Antigüedades de la Real Academia de la Historia existen numerosos documentos relativos al hallazgo de materiales en la villa de Los Cantos. Así, Juan de Dios de la Rada, en oficio presentado el 13 de diciembre de 1867, describe los restos y los materiales hallados, enviados al Museo Arqueológico Nacional: "fragmentos de mosaicos del Alto Imperio, objetos de barro cocido; fragmento de revestimiento de un muro pintado; fragmento de estatua de mármol blanco, una moneda de Nerón de bronce, varios fragmentos de cerámica saguntiana, trozos de argamasa, sillares labrados, numerosos fragmentos de vidrio", reseñando además la existencia de "un espacio cuadrangular revestido con argamasa hidráulica, restos constructivos, camino romano, sepulturas, clavos de cabeza, sillares ciclópeos".

### Campañas de principio delsigloXX
Entre 1905 y 1909 se emprenden nuevos trabajos de excavación dirigidos por el cura párroco de Bullas Juan Bautista Molina Núñez, quien descubrió una serie de estancias que comprendían unas termas y otros espacios. Sin embargo, entre lo más destacable estaba el conjunto de cuatro esculturas de niños realizadas en mármol blanco, entre las que se encuentra el Niño de las Uvas, importante símbolo local que representa a un geniecillo estacional, concretamente el propio del otoño. En esta época también se encontró la escultura denominada Venus de Bullas, que actualmente se halla en el Museo Arqueológico Nacional.

### Excavaciones recientes e investigación
A partir de 2009, el Ayuntamiento de Bullas impulsó nuevas excavaciones con el objetivo de consolidar y estudiar el yacimiento. Estas intervenciones permitieron delimitar con mayor precisión la distribución del asentamiento y su evolución a lo largo del tiempo.
Entre 2017 y 2019, la Universidad de Murcia, a través del CEPOAT, llevó a cabo campañas arqueológicas en el yacimiento dentro de su Escuela de Arqueología. Durante estos trabajos se completó la documentación de diversas estructuras, incluyendo la pars urbana, las termas y las áreas de almacenamiento. También se identificaron posibles restos de un espacio destinado a la manufactura textil, evidenciado por el hallazgo de fragmentos de pondus (pesas de telar) en la zona de almacenamiento
Los estudios arqueológicos han permitido determinar varias fases de ocupación del yacimiento:
- Época augustea (siglo I d. C.): Construcción inicial de la villa con una distribución más reducida
- Segunda mitad del siglo I d. C.: Expansión de la pars urbana, con la construcción de nuevas habitaciones y mejoras en el sistema de abastecimiento de agua
- Siglo II d. C.: Reestructuración de la pars frumentaria, ampliando las zonas de almacenamiento y producción
- Siglo III d. C.: Periodo de transformación con ocupación residual y modificaciones en algunas estructuras
- Siglo IV d. C.: Abandono definitivo de la villa

## Estructura y distribución de la villa
La villa romana de Los Cantos es un asentamiento rural de época romana que combina funciones residenciales y productivas. Su estructura sigue el modelo clásico de las villae romanas, con una división entre la zona residencial (pars urbana) y la zona de producción agrícola y almacenamiento (pars fructuaria).

### Pars urbana
La parte residencial de la villa incluía una domus de grandes dimensiones, probablemente perteneciente a una familia de alto estatus. Se han identificado varias habitaciones decoradas con mosaicos y restos de pinturas murales, así como un atrio central que organizaba la distribución de los espacios.
Entre los elementos destacados de la pars urbana se encuentra el hallazgo de estatuas de mármol, como la conocida Venus de Bullas y el grupo escultórico que representa a un niño con un racimo de uvas, lo que sugiere la importancia simbólica del vino en la villa.

### Pars fructuaria
La pars fructuaria estaba dedicada a la producción y almacenamiento de productos agrícolas, con especial énfasis en la viticultura y la elaboración de aceite de oliva. Se han identificado estructuras como:
- Torcularium: Prensa de aceite o vino, lo que confirma el carácter agroindustrial de la villa
- Dolium: Grandes recipientes semienterrados utilizados para la fermentación y conservación del vino y otros productos
- Graneros y almacenes: Espacios destinados al almacenamiento de cereales y otros alimentos, con suelos de opus signinum para evitar filtraciones

### Termas
El complejo termal de la villa es otro de los elementos destacados. Se componía de varias salas con diferentes funciones:
- Caldarium: Sala de agua caliente, equipada con un sistema de hipocausto para la calefacción del suelo
- Tepidarium: Sala de temperatura templada, utilizada como espacio de transición entre el caldarium y el frigidarium
- Frigidarium: Sala de agua fría, generalmente con una piscina para el baño

Los restos conservados del sistema de calefacción muestran el uso de suspensurae (columnillas de ladrillo) y tubuli (conductos de cerámica en las paredes) para la distribución del calor, lo que confirma el alto grado de confort del complejo.